# Hannoverscher Schweißhund
Der Hannoversche Schweißhund ist eine von der FCI anerkannte deutsche Hunderasse (FCI-Gruppe 6, Sektion 2, Standard Nr. 213).

## Herkunft und Geschichtliches
Die deutschen Laufhunde stammen von den alten europäischen Bracken ab: die Bracke in Deutschland, der Bluthund in Skandinavien und der Hubertushund in Frankreich. Die alte Deutsche Bracke war vor allem Spürhund und Schweißhund. Die deutschen Laufhunde sind kleiner als die französischen. Die drei Rassen werden vielfältig verwendet bis zur Hasen- und Wildschweinjagd; sie haben keinen gemeinsamen Zuchtstandard.

## Beschreibung
Der Hannoversche Schweißhund wird bis zu 55 cm groß und bis 40 kg schwer. Er ist ein kräftiger und langgestreckter Hund mit dichtem, vollem, glattem Haar, in den Farben: Graubraun, Ockergelb mit roten Abzeichen. Er hat einen ruhigen, sehr eigenen Charakter.

## Verwendung
Der Hannoversche Schweißhund leistet hervorragende Schweißarbeit, ist ausdauernd und sollte jagdlich geführt werden, eignet sich aber auch hervorragend für die Rettungshundearbeit.

## Trivia
Bekanntester Vertreter der Rasse ist das Kids-Maskottchen von Hannover 96, EDDI.